# Anastas Bocarić
Anastas Bocarić (en serbe cyrillique : Анастас Боцарић ; né le 1er janvier 1864 à Durrës et mort le 17 avril 1944 à Perast) est un peintre serbe.